# Imaginaerum (film)
Imaginaerum, noto anche come Imaginaerum by Nightwish, è un film del 2012 diretto da Stobe Harju.
Il regista, al suo debutto cinematografico, è anche sceneggiatore e curatore del soggetto assieme a Tuomas Holopainen, tastierista e compositore dei Nightwish. Di genere fantasy e musical, è stato sviluppato dal gruppo musicale symphonic metal finlandese dei Nightwish, contribuendo anche alla colonna sonora con le tracce del loro omonimo album. Il film è stato prodotto da Markus Selin della Solar Films Inc. insieme ai Nightwish e ha ricevuto finanziamenti dalla Finnish Film Foundation, un'istituzione governativa finlandese.

## Trama
Thomas Whitman è un vecchio compositore caduto in coma dopo sofferenti anni di demenza vascolare. Mentre Gem, la figlia con la quale non ha più contatti da anni e che nutre rancore nei suoi confronti, decide di firmare un atto per porre fine al trattamento medico e quindi alla vita del padre, la mente di quest'ultimo entra in un mondo fantastico dove rivive momenti del suo passato da orfano. Negli ultimi momenti di vita del compositore, tuttavia, Gem scopre nuovi dettagli sulla vita del padre che le fanno cambiare idea sul suo conto e, contemporaneamente, la mente di Thomas affronta il fantasma del padre e recupera i ricordi della figlia, cosicché i due hanno una finale e catartica riconciliazione.

## Produzione

### Ideazione e sceneggiatura

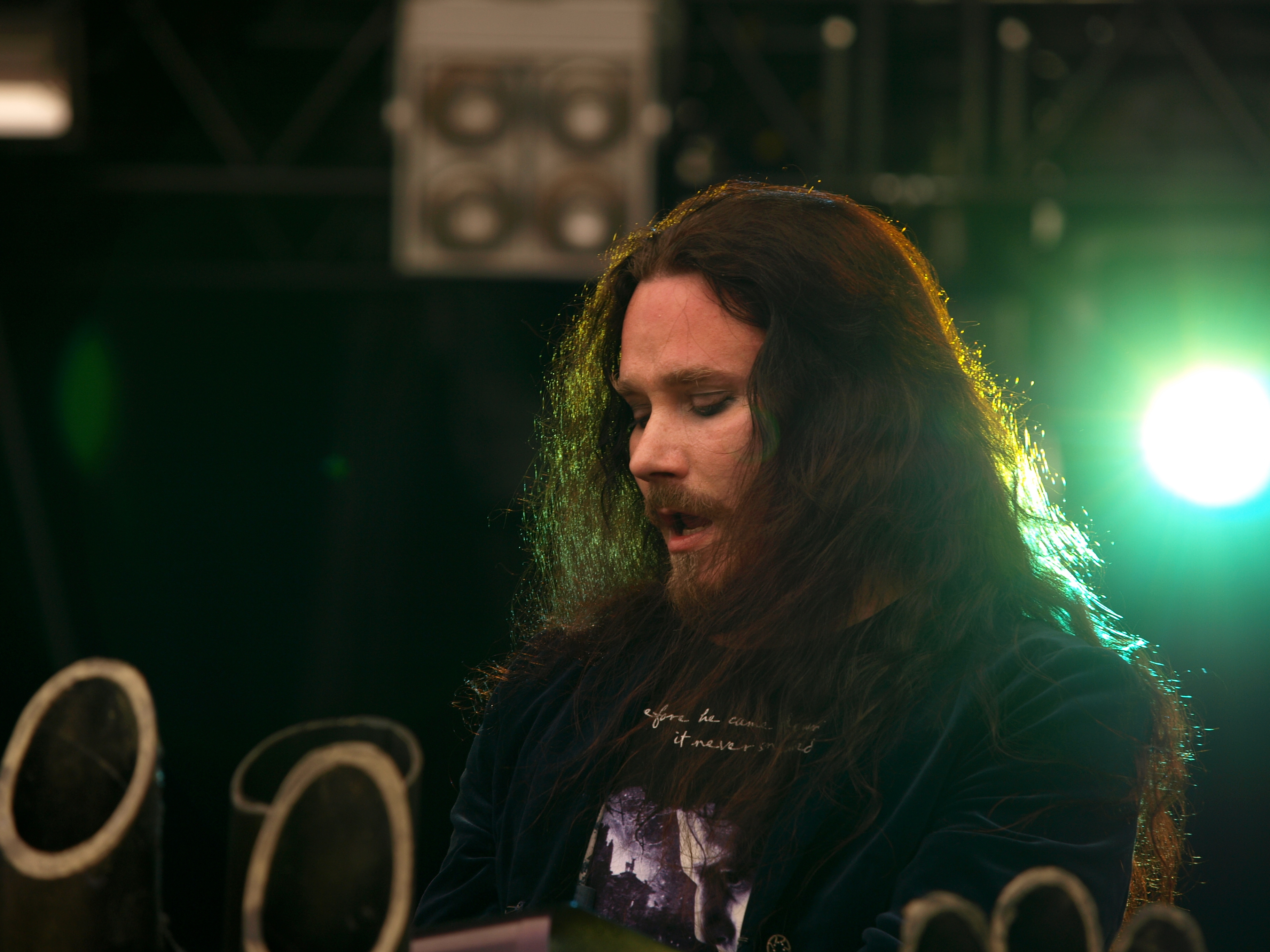
Tuomas Holopainen dei Nightwish ha ideato il film e vi è apparso come Thomas Whitman adulto e come membro dei Whitman.

All'inizio dell'autunno del 2008, il frontman dei Nightwish Tuomas Holopainen ha introdotto l'idea del film agli altri membri del gruppo e al regista Stobe Harju, con il quale avevano già collaborato per la realizzazione del video musicale di The Islander. L'idea iniziale di Holopainen era quella di girare un video musicale per ognuno dei tredici brani dell'album, ma Harju ha suggerito di includere anche dei dialoghi e ha scritto una prima bozza della sceneggiatura di 70 pagine. In seguito è stato deciso che, anziché un insieme di video musicali separati, avrebbero realizzato un intero film con una storia più ampia, da sviluppare contemporaneamente all'album.
Holopainen ha così commentato la trama: "Volevo trasmettere un messaggio positivo e una sensazione di carpe diem. Il film riguarda la gioia di essere vivi e la bellezza del mondo". Per gli effetti visivi del film, ha dichiarato di ispirarsi ai lavori di Tim Burton, Neil Gaiman e Salvador Dalí. Harju ha descritto lo stile musicale di Imaginaerum come "un incrocio fra Moulin Rouge! e The Wall dei Pink Floyd".
Al termine del maggio del 2011 sono stati fatti gli ultimi cambiamenti alla sceneggiatura e parte della post-produzione è iniziata prima delle effettive riprese.

### Cast
Il cast, la cui scelta si è conclusa nell'agosto del 2011, è stato annunciato l'11 ottobre 2011 sul sito ufficiale del gruppo, e comprende Francis X. McCarthy, Quinn Lord, Marianne Farley, Joanna Noyes, Ilkka Villi, Keyanna Fielding, Ron Lea, Victoria Jung, Hélène Robitaille e Stephane Demers.
I membri dei Nightwish compaiono nel film sia come sé stessi durante l'esecuzione di alcuni brani sia interpretando ruoli minori. Harju voleva che il pubblico "sentisse la presenza dei Nightwish" e ha scelto i nomi dei personaggi interpretati dai membri del gruppo in modo che richiamassero i loro veri nomi: Anette Olzon interpreta Ann (all'età di 32 anni), Tuomas Holopainen interpreta Tom (all'età di 34 e 47 anni), Marco Hietala interpreta Marcus, Emppu Vuorinen interpreta Emil e Jukka Nevalainen interpreta Jack.

### Riprese
Le riprese sono durate 18 giorni, tra il settembre e l'ottobre dello stesso anno, e sono state realizzate soprattutto a Montréal, in Canada, per via degli incentivi che il paese offriva a produzioni cinematografiche estere.

## Colonna sonora

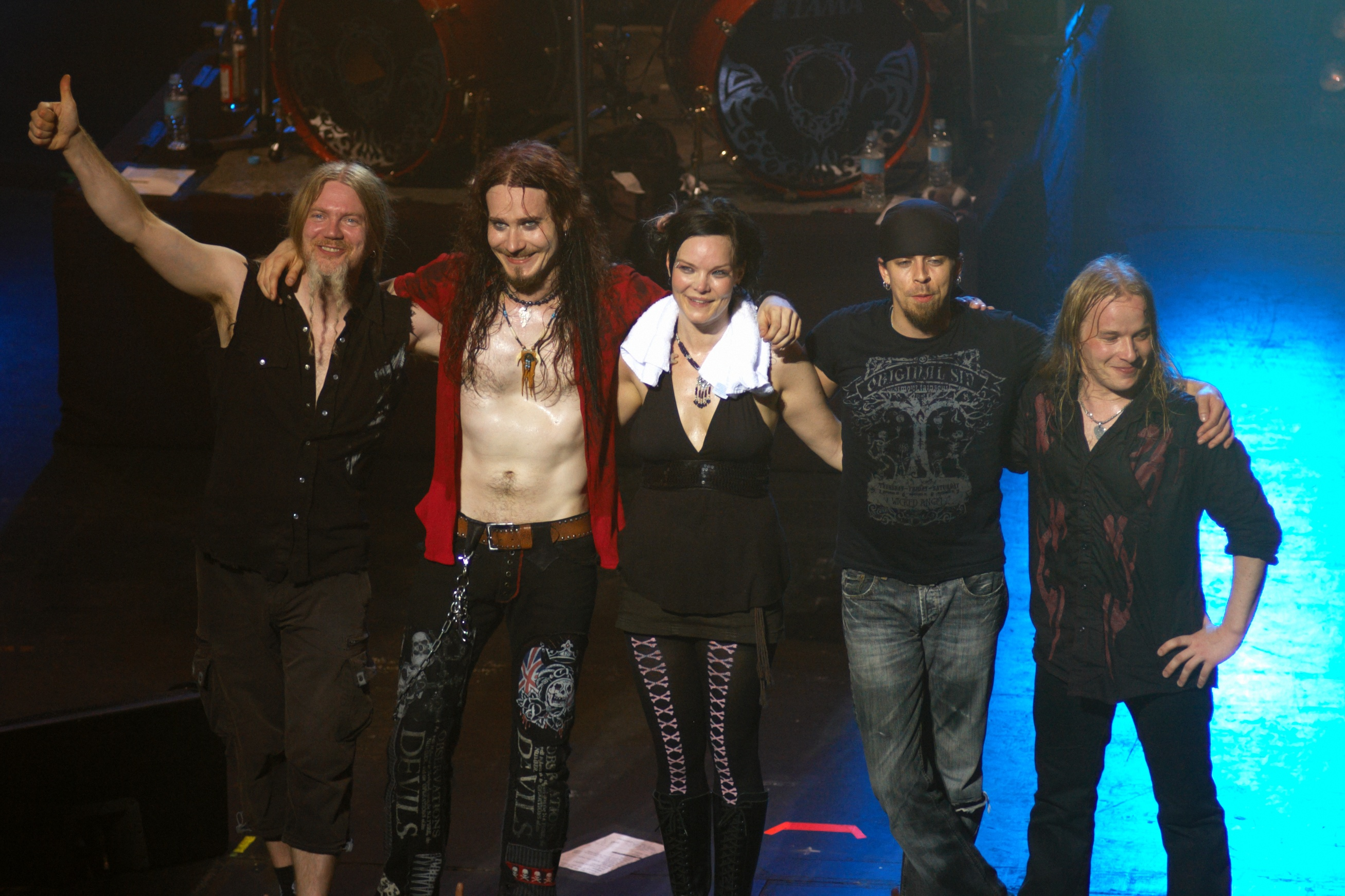
I Nightwish hanno realizzato la colonna sonora del film, dove compaiono come gruppo musicale sotto il nome di Whitman.

La colonna sonora del film è stata ufficialmente pubblicata il 9 novembre 2012 in formato digitale e CD. Le tracce della colonna sono reinterpretazioni di canzoni precedentemente pubblicate nell'album Imaginaerum, realizzate da Petri Alanko, che aveva già collaborato in precedenza con il regista Harju per il videogioco Alan Wake. Nel film sono anche stati eseguiti i brani Slow, Love, Slow, Scaretale e una versione instrumentale di I Want My Tears Back, tratte dall'album Imaginaerum.
1. Find Your Story – 2:30 (Tuomas Holopainen)
2. Orphanage Airlines – 4:34 (Tuomas Holopainen)
3. Undertow – 5:17 (Tuomas Holopainen)
4. Spying in the Doorway – 3:03 (Tuomas Holopainen)
5. A Crackling Sphere – 3:59 (Tuomas Holopainen)
6. Sundown – 5:33 (Tuomas Holopainen)
7. Wonderfields – 5:31 (Tuomas Holopainen)
8. Hey Buddy – 3:03 (Tuomas Holopainen)
9. Deeper Down – 3:28 (Marco Hietala (musica), Tuomas Holopainen (testo))
10. Dare to Enter – 1:50 (Tuomas Holopainen)
11. I Have to Let You Go – 8:16 (Tuomas Holopainen)
12. Heart Lying Still – 4:00 (Tuomas Holopainen)
13. From G to E Minor – 2:32 (Tuomas Holopainen)

## Promozione
Il 10 febbraio 2011 è stato annunciato il film sul sito ufficiale dei Nightwish.
Il 14 aprile 2012 è stato pubblicato sul canale YouTube dei Nightwish il teaser trailer del film, mentre il trailer esteso è uscito il 16 ottobre 2012.

## Distribuzione
Imaginaerum è stato presentato in anteprima alla Hartwall Arena di Helsinki il 10 novembre 2012, e in seguito è stato distribuito in Finlandia il 23 novembre 2012.
Il film è stato pubblicato in Germania in edizione Blu-ray a partire dal 31 maggio 2013 e in Australia a partire dal 22 ottobre 2014.

## Accoglienza

### Critica
Metal Hammer ha definito il film un "must per i fan dei Nightwish", aggiungendo che "anche se alcune scene sembrano un po' forzate, la fotografia è stupenda e l'uso della musica dei Nightwish è raffinato, con la colonna sonora che va a completare l'album in maniera perfetta". Il sito web Blabbermouth ha affermato che "Imaginaerum crea un mondo fantastico e musicale alla maniera di David Lynch, Neil Gaiman e Cirque du Soleil. Il film è una miscela innovativa di narrazione e musica, uno straordinario racconto sul potere dell'immaginazione... e su ciò che importa davvero nella vita". Juha Rosenqvist di Film-O-Holic ha dato a Imaginaerum un punteggio di 3 stelle su 5, affermando che il film è stato fatto più per i fan della band che per il grande pubblico e definendolo "un'ambiziosa visione della mente in termini musicali da parte dei Nightwish". La recensione ha inoltre definito il personaggio di Thomas Whitman come "una sorta di alter ego di Tuomas Holopainen". In occasione della sua anteprima americana al Fantasia Festival, Ariel Esteban Cayer ha affermato che il film è "ovviamente un must per gli irriducibili fan dei Nightwish, ma è anche consigliato agli appassionati di dark fantasy, di musical cupi, del macabro e dell'incantevole".

## Riconoscimenti
Quinn Lord, che nel film interpreta Thomas Whitman all'età di 10 anni, è stato candidato per la migliore interpretazione in un lungometraggio all'edizione del 2013 degli Young Artist Award.